# Frontera entre Tanzània i Uganda
La frontera entre Tanzània i Uganda és la línia fronterera de 396 kilòmetres, en sentit Est-Oest, que separa Uganda de Tanzània a l'Àfrica oriental.

## traçat

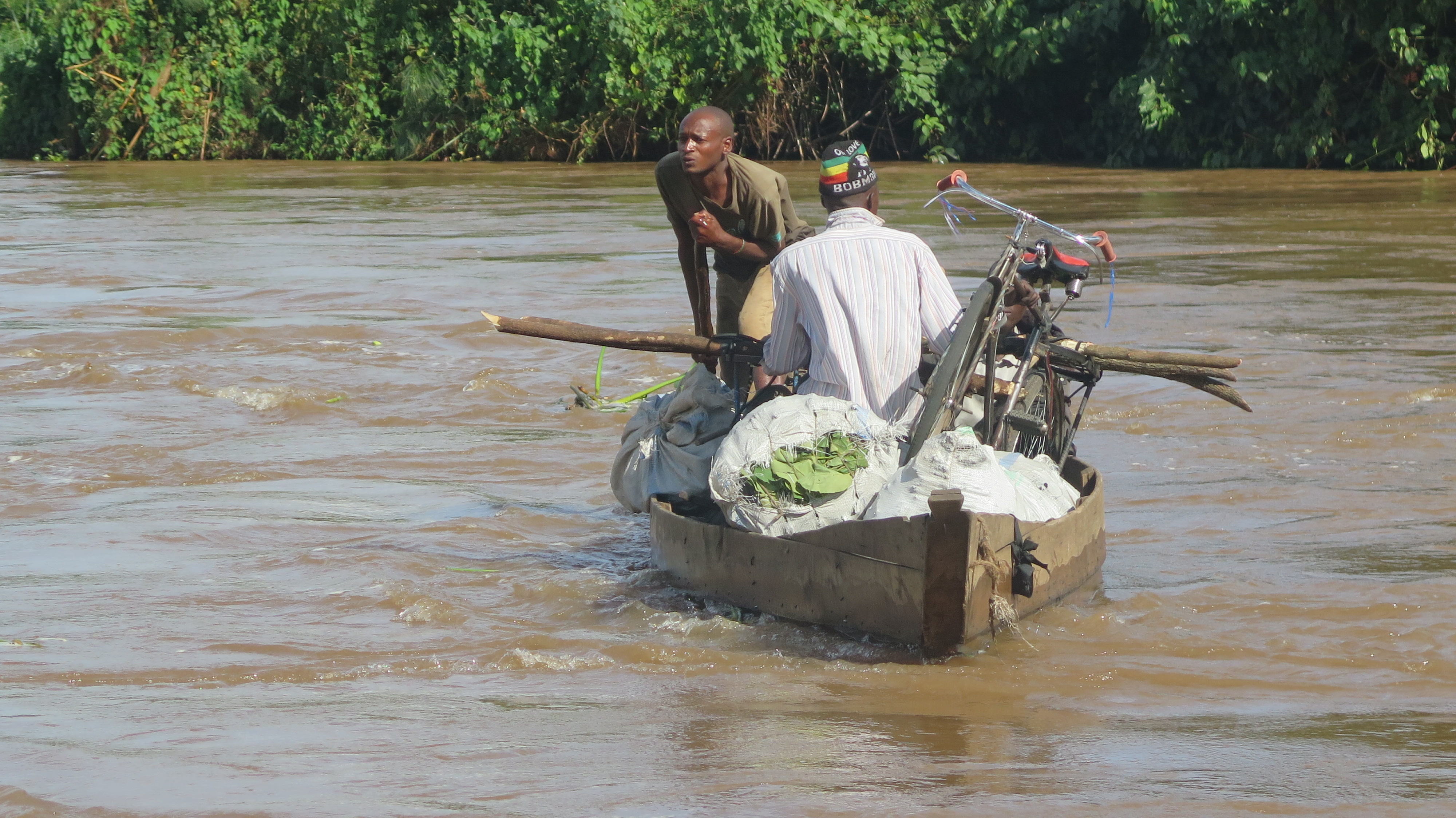
Comerç transfronterer informal al riu Kagera prop de Kajaho.

La frontera comença al trifini amb les fronteres Ruanda-Tanzània i Uganda-Ruanda. Als seus primers 60 quilòmetres segueix el curs del riu Kagera, cap a l'est. Els següents 340 quilòmetres segueixen una recta d'oest a est al paral·lel 1º Sud. La major part d'aquesta línia recta es troba al Llac Victòria. Finalitza amb el trifini entre les fronteres Kenya-Uganda i Kenya-Tanzània.